# Ярослав Юрійович (князь пінський)
Ярослав Юрійович (? — близько 1190, Пінськ) — князь Клецький (1167 — після 1170) і Пінський (після 1170 — близько 1190). Син Юрія Ярославича, правнук Святополка Ізяславича.

## Молодість і княжіння в Пінську
До приходу до влади в Турівському князівстві батько Святополка Юрій Ярославич, можливо, служив князем у великого київського князя Юрія Долгорукого. У цей час, десь між 1154 — 1156 рр., він одружився з Єфросинією[джерело?] дочкою Бориса Юрійовича, сина Юрія Долгорукого, який на той час був турівським князем.
Як син Юрія Ярославича, після його смерті тримав в уділ Клецьке князівство, яке раніше належало брату Юрія Ярославича В'ячеславу Ярославичу.
Після 1170 року, після смерті туровського князя Івана Юрійовича, Святополк Юрійович, як старший, став турівським князем, а Ярослав отримав Пінське князівство. Під 1184 р. згадується як пінський князь.
2 березня 1183 року разом зі своїм старшим братом Глібом Юрійовичем і двоюрідним братом гродненським князем Мстиславом Всеволодковичем брав участь у переможному поході за Дніпро на половців, де об'єднана дружина Ярослава, Гліба, Мстислава та руських князів розгромила війська хана Кончака і взяв у великий полон. Помер близько 1190 р., пінським князем став наймолодший Юрійович — Ярополк.

## Нащадки
- Святослав — князь яненський.